# Stammliste der Truhendingen
Die Stammliste der Truhendingen ist eine Stammliste der Edelfreien und späteren Grafen von Truhendingen. 
Johann Wilhelm Holle beschäftigte sich 1858 mit der Linie der Familie, die nach dem Tod von Otto II. über das Erbe der Andechs-Meranier zu umfangreichen Besitz am Obermain gelangte. 

## Linie vom Obermain
1. Friedrich I. ⚭ Margaretha, Tochter von Otto I. von Meranien
  1. Otto
  2. Friedrich II. († 1290) ⚭ vor 11. Januar 1282 Agnes Gräfin von Württemberg (* vor 1264; † 27. September 1305)
    1. Friedrich III. ⚭ Agnes, Tochter von Konrad IV. von Zollern
      1. Konrad ⚭ Sophie, Gräfin von Henneberg
        1. Heinrich ⚭ Dorothea
          1. Johann ⚭ Anna, Gräfin von Meidburg
          2. Heinrich
          3. Oswalt († um 1424), Amtmann ⚭ Anna Reuß von Plauen
            1. Elsbeth

        2. Friedrich[2] († 1366), Bischof von Bamberg

      2. Johann
      3. Martin, Bamberger Domherr

    2. Ulrich ⚭ Imagina, Gräfin von Oettingen
      1. Friedrich
      2. Elsbeth ⚭ Berthold, Graf von Nissen
      3. Anna ⚭ Heinrich, Graf (?) von Schaumberg

    3. Otto

  3. Friedrich, Propst zu Teuertadt in Bamberg